# La Bastida (Sant Joan)
La Bastida és una possessió històrica situada al municipi de Sant Joan, a l'illa de Mallorca. Amb orígens que es remunten a l'època islàmica, aquesta finca ha estat testimoni del pas de diverses famílies nobles i esdeveniments al llarg dels segles. L'edifici destaca per la seva arquitectura rica en elements medievals i gòtics.

## Història
A la possessió de la Bastida s'han localitzat diversos jaciments arqueològics, que han estat inventariats al catàleg de béns d’interès cultural de Sant Joan. Aquests indicis arqueològics apunten a ocupacions prèvies a la construcció actual, en particular a través d'una sèrie de rafals o alqueries d'origen musulmà que formen part de la història islàmica de Mallorca. Aquestes alqueries es troben esmentades al Llibre del Repartiment de Mallorca, document redactat després de la conquesta de l'illa per Jaume I.
Tot i que la documentació històrica disponible no permet establir amb certesa les correspondències exactes entre aquests assentaments i l'actual possessió de la Bastida, se sap que l'any 1238 la família Palau, una de les beneficiàries del Repartiment de Mallorca, posseïa l'alqueria del Puig, una de les alqueries documentades en l'entorn de la Bastida.
La possessió i el Puig de Sant Nofre apareixen documentades per primera vegada l'any 1242, en una compravenda entre l'hereva de la família Palau i Àries Ibáñez, cavaller de la host de Pere de Portugal. Posteriorment, es documenta que el seu fill, Àries Ferrandis, posseïa la propietat sota el títol de "cavalleria de la Bastida." Aquesta denominació fa referència a una unitat establerta durant l'època del Repartiment que obligava els grans terratinents a aportar un cavall armat per cada 130 cavalleries, amb l'objectiu de contribuir a la defensa de l'illa.
El novè senyor de la Bastida, Àries Ferrandis II o Francesc de Montllor, fou un dels tres capitans que defensaren el rei Jaume III contra Pere IV d'Aragó l'any 1343. Després de la reintegració de Mallorca a la Corona d'Aragó, l'any 1343, la seva esposa, Catalina Sa Font, i la seva filla redactaren testament. Presumiblement moriren poc després, ja que el 1349 la possessió passà a Francesc Sa Font, oncle de Catalina. Cap a 1360, la Bastida fou heretada per la família Santjoan quan els Sa Font moriren sense descendència.
A inicis del segle xv, la Bastida es convertí en escenari de tensions, ja que diversos Santjoan s'hi veieren implicats en disputes violentes, en el marc de les lluites pel poder dels bàndols. El 1405 es segrestaren els béns de Gisbert de Santjoan a Sineu, Sant Joan i Montuïri, i sembla que ell es refugià precisament en aquesta propietat. Tant fou així, que el 1412 s'hi envià un petit exèrcit per capturar-lo, juntament amb els seus. Quan Gisbert morí sense descendència, l'heretat passà al seu germà Guillem de Santjoan.
Durant la dècada de 1520, mossèn Pere de Santjoan, propietari de la Bastida, fou retingut pels agermanats, empresonat a la Torre de l'Àngel del Palau Reial de l'Almudaina i la possessió fou saquejada. Aconseguí fugir a Menorca i desprès a València, on fou comissionat pels nobles mallorquins exiliats per demanar ajuda a la Corona de Carles V i el papa Adrià VI. Quan la revolta fou reprimida al 1523, es demanaren compensacions. La nissaga dels Santjoan va mantenir la possessió fins a la mort de Jordi de Santjoan, l'any 1659, qui no deixà successió masculina.
Al segle xvii, la possessió de la Bastida passà a mans de la família Dameto, marquesos de Bellpuig. L'any 1789, Jeroni de Berard escriu: «por los años de 1600, la poseía el caballero Gerónimo de San Juan y hoy el marqués de Bellpuig». Al segle xix, la família Gual, grans arrendataris pagesos, n'assumia la gestió, i per l'any 1863 la propietat ja havia passat a Francesc Sáenz-Ramírez Socías, essent la segona finca més gran del terme.
A la dècada de 1920, Antoni Camps Ribas, un amo pagès, adquirí la possessió, que recentment ha estat en mans dels germans Francesc i Joan Camps Verger.

## Edifici
L'edifici principal de la Bastida és destacable per la seva arquitectura rica en elements històrics, presentant diverses façanes amb característiques d'interès:
- Casa dels amos (façana principal): Considerada la part més antiga de l'edifici, consta d'una sola planta. La façana presenta un portal forà amb arc rodó adovellat i un portalet de llinda situat a l'esquerra.
- Casa dels senyors (façana de llebeig): Aquesta façana ha estat reformada al llarg del temps i compta amb tres plantes. Inclou un portal d'arc rodó i, al segon pis, un porxo amb pilarets octogonals.
- Lateral de xaloc: Situat a la dreta de l'edifici, aquest lateral incorpora un terrat sostingut per quatre arcs de mig punt.

El vestíbul manté elements de la seva estructura original, com les bigues sobre permòdols que encara són visibles malgrat les reformes posteriors que van elevar la coberta. Als costats del vestíbul es conserven pedrissos; un d'ells podria ser una llinda conopial reutilitzada. També s'hi troben objectes i eines tradicionals, així com restes de pintures que mostren l'escut de la família Santjoan. A l'esquerra del vestíbul hi ha un antic portal de llinda amb pilastres embegudes al mur.
Un arc escarser condueix a la clastra de forma rectangular, que compta amb un coll de cisterna al centre. Al lateral esquerre de la clastra hi ha una porxada amb dos arcs rebaixats, sostinguda per un pilar central octogonal decorat amb l'escut dels Ferrandis al capitell. A l'interior d'aquesta porxada, es troba un portal gòtic conopial que dona accés a una païssa amb entrada elevada. Un altre portalet conopial d'estil gòtic es localitza a l'angle esquerre de la clastra.
El mur frontal de la clastra, situat davant del portal principal de la casa dels amos, té dues plantes d'altura i inclou dos portals de llinda amb marques conopials. A l'interior, es conserva un portal rebaixat gòtic amb arquivoltes i relleus, juntament amb altres detalls medievals que reflecteixen l'herència històrica de l'edifici. El lateral dret de la clastra, corresponent a la casa dels senyors, presenta tres plantes i un porxo amb pilars octogonals, destacant per la seva arquitectura medieval ben preservada.